# 三號球場 (溫布頓)

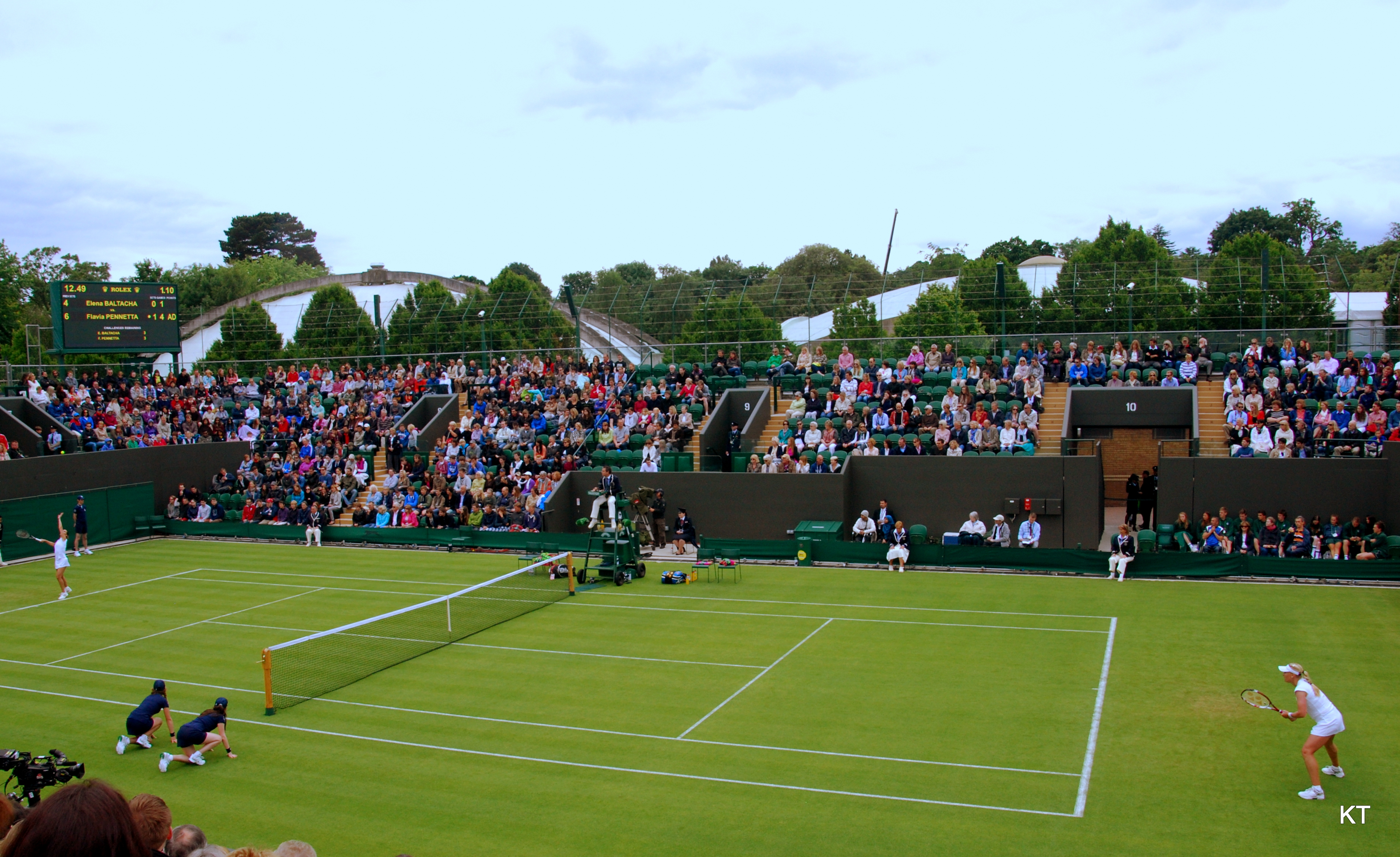

三號球場（No. 3 Court）是位於倫敦溫布頓全英草地網球和門球俱樂部的一座網球場。和其它三個網球大滿貫的球場不同，溫布頓的球場並不以球員的人名冠名。最初的三號球場在2009年更名為四號球場。在修建了新的二號球場後，舊的二號球場得到重建，並更名為日三號球場。新的三號球場可容納2,000名觀眾，成為溫布頓第四大網球場。